# Ојлеров производ
У теорији бројева, Ојлеров производ је развој Дирихлеовог реда у бесконачан производ индексиран простим бројевима. Оригинални такав производ дао је Леонард Ојлер за суму свих позитивних целих бројева подигнутих на одређени степен. Овај ред и његов наставак на целу комплексну раван касније су постали познати као Риманова зета-функција.

## Дефиниција
Уопштено, ако је a ограничена мултипликативна функција, онда је Дирихлеов ред
{\displaystyle \sum _{n=1}^{\infty }{\frac {a(n)}{n^{s}}}}
једнак
{\displaystyle \prod _{p\in \mathbb {P} }P(p,s)\quad {\text{за }}\operatorname {Re} (s)>1.}
где се производ узима преко простих бројева p, а P(p, s) је сума
{\displaystyle \sum _{k=0}^{\infty }{\frac {a(p^{k})}{p^{ks}}}=1+{\frac {a(p)}{p^{s}}}+{\frac {a(p^{2})}{p^{2s}}}+{\frac {a(p^{3})}{p^{3s}}}+\cdots }
У ствари, ако ово посматрамо као формалне генераторске функције, постојање таквог формалног развоја Ојлеровог производа је нужан и довољан услов да a(n) буде мултипликативно: ово тачно каже да је a(n) производ од a(pk) кад год се n факторише као производ степена pk различитих простих бројева p.
Важан посебан случај је онај у коме је a(n) потпуно мултипликативна функција, тако да је P(p, s) геометријски ред. Тада је
{\displaystyle P(p,s)={\frac {1}{1-{\frac {a(p)}{p^{s}}}}},}
као што је случај за Риманову зета-функцију, где је a(n) = 1, и уопштеније за Дирихлеове карактере.

## Конвергенција
У пракси, сви важни случајеви су такви да су бесконачни ред и бесконачни производ апсолутно конвергентни у некој области
{\displaystyle \operatorname {Re} (s)>C,}
то јест, у некој десној полуравни у комплексним бројевима. Ово већ даје неке информације, јер бесконачни производ, да би конвергирао, мора дати ненулту вредност; стога функција дата бесконачним редом није нула у таквој полуравни.
У теорији модуларних форми типично је имати Ојлерове производе са квадратним полиномима у имениоцу. Општа Ленглендсова филозофија укључује упоредиво објашњење везе између полинома степена m и теорије репрезентација за GLm.

## Примери
Следећи примери ће користити нотацију {\displaystyle \mathbb {P} } за скуп свих простих бројева, то јест:
{\displaystyle \mathbb {P} =\{p\in \mathbb {N} \,|\,p{\text{ је прост}}\}.}
Ојлеров производ везан за Риманову зета-функцију ζ(s), такође користећи суму геометријског реда, јесте
{\displaystyle {\begin{aligned}\prod _{p\,\in \,\mathbb {P} }\left({\frac {1}{1-{\frac {1}{p^{s}}}}}\right)&=\prod _{p\ \in \ \mathbb {P} }\left(\sum _{k=0}^{\infty }{\frac {1}{p^{ks}}}\right)\\&=\sum _{n=1}^{\infty }{\frac {1}{n^{s}}}=\zeta (s).\end{aligned}}}
док је за Лијувилову функцију λ(n) = (−1)ω(n), он
{\displaystyle \prod _{p\,\in \,\mathbb {P} }\left({\frac {1}{1+{\frac {1}{p^{s}}}}}\right)=\sum _{n=1}^{\infty }{\frac {\lambda (n)}{n^{s}}}={\frac {\zeta (2s)}{\zeta (s)}}.}
Користећи њихове реципроке, два Ојлерова производа за Мебијусову функцију μ(n) су
{\displaystyle \prod _{p\,\in \,\mathbb {P} }\left(1-{\frac {1}{p^{s}}}\right)=\sum _{n=1}^{\infty }{\frac {\mu (n)}{n^{s}}}={\frac {1}{\zeta (s)}}}
и
{\displaystyle \prod _{p\,\in \,\mathbb {P} }\left(1+{\frac {1}{p^{s}}}\right)=\sum _{n=1}^{\infty }{\frac {|\mu (n)|}{n^{s}}}={\frac {\zeta (s)}{\zeta (2s)}}.}
Узимањем односа ова два производа добија се
{\displaystyle \prod _{p\,\in \,\mathbb {P} }\left({\frac {1+{\frac {1}{p^{s}}}}{1-{\frac {1}{p^{s}}}}}\right)=\prod _{p\,\in \,\mathbb {P} }\left({\frac {p^{s}+1}{p^{s}-1}}\right)={\frac {\zeta (s)^{2}}{\zeta (2s)}}.}
Пошто за парне вредности s Риманова зета-функција ζ(s) има аналитички израз у облику рационалног умношка од πs, онда за парне експоненте овај бесконачни производ даје рационалан број. На пример, пошто је ζ(2) = π2/6, ζ(4) = π4/90, и ζ(8) = π8/9450, тада је
{\displaystyle {\begin{aligned}\prod _{p\,\in \,\mathbb {P} }\left({\frac {p^{2}+1}{p^{2}-1}}\right)&={\frac {5}{3}}\cdot {\frac {10}{8}}\cdot {\frac {26}{24}}\cdot {\frac {50}{48}}\cdot {\frac {122}{120}}\cdots &={\frac {\zeta (2)^{2}}{\zeta (4)}}&={\frac {5}{2}},\\[6pt]\prod _{p\,\in \,\mathbb {P} }\left({\frac {p^{4}+1}{p^{4}-1}}\right)&={\frac {17}{15}}\cdot {\frac {82}{80}}\cdot {\frac {626}{624}}\cdot {\frac {2402}{2400}}\cdots &={\frac {\zeta (4)^{2}}{\zeta (8)}}&={\frac {7}{6}},\end{aligned}}}
и тако даље, при чему је први резултат познат од Рамануџана. Ова породица бесконачних производа је такође еквивалентна са
{\displaystyle \prod _{p\,\in \,\mathbb {P} }\left(1+{\frac {2}{p^{s}}}+{\frac {2}{p^{2s}}}+\cdots \right)=\sum _{n=1}^{\infty }{\frac {2^{\omega (n)}}{n^{s}}}={\frac {\zeta (s)^{2}}{\zeta (2s)}},}
где ω(n) броји број различитих простих фактора од n, а 2ω(n) је број бесквадратних делитеља.
Ако је χ(n) Дирихлеов карактер кондуктора N, тако да је χ потпуно мултипликативна и χ(n) зависи само од n mod N, и χ(n) = 0 ако n није узајамно прост са N, онда
{\displaystyle \prod _{p\,\in \,\mathbb {P} }{\frac {1}{1-{\frac {\chi (p)}{p^{s}}}}}=\sum _{n=1}^{\infty }{\frac {\chi (n)}{n^{s}}}.}
Овде је згодно изоставити просте бројеве p који деле кондуктор N из производа.
У својим свескама, Рамануџан је генерализовао Ојлеров производ за зета-функцију као
{\displaystyle \prod _{p\,\in \,\mathbb {P} }\left(x-{\frac {1}{p^{s}}}\right)\approx {\frac {1}{\operatorname {Li} _{s}(x)}}}
за s > 1 где је Lis(x) полилогаритам. За x = 1 горњи производ је тачно 1/ζ(s).

## Значајне константе
Многе познате константе имају развој у Ојлеров производ.
Лајбницова формула за π
{\displaystyle {\frac {\pi }{4}}=\sum _{n=0}^{\infty }{\frac {(-1)^{n}}{2n+1}}=1-{\frac {1}{3}}+{\frac {1}{5}}-{\frac {1}{7}}+\cdots }
може се тумачити као Дирихлеов ред користећи (јединствени) Дирихлеов карактер модуло 4, и конвертовати у Ојлеров производ суперпартикуларних односа (разломака где се бројилац и именилац разликују за 1):
{\displaystyle {\frac {\pi }{4}}=\left(\prod _{p\equiv 1{\pmod {4}}}{\frac {p}{p-1}}\right)\left(\prod _{p\equiv 3{\pmod {4}}}{\frac {p}{p+1}}\right)={\frac {3}{4}}\cdot {\frac {5}{4}}\cdot {\frac {7}{8}}\cdot {\frac {11}{12}}\cdot {\frac {13}{12}}\cdots ,}
где је сваки бројилац прост број, а сваки именилац најближи вишекратник броја 4.
Остали Ојлерови производи за познате константе укључују:
- Харди-Литлвудова константа двојних простих бројева:

```
   :

  

    

      

        

          
∏

          

            
p

            
>

            
2

          

        

        

          
(

          

            
1

            
−

            

              

                
1

                

                  

                    
(

                    

                      
p

                      
−

                      
1

                    

                    
)

                  

                  

                    
2

                  

                

              

            

          

          
)

        

        
=

        
0.660161...

      

    

    
{\displaystyle \prod _{p>2}\left(1-{\frac {1}{\left(p-1\right)^{2}}}\right)=0.660161...}

  

```

- Ландау-Рамануџанова константа:

```
   :

  

    

      

        

          

            

              

                

                  

                    
π

                    
4

                  

                

                

                  
∏

                  

                    
p

                    
≡

                    
1

                    

                      

                      
(

                      
mod

                      

                      
4

                      
)

                    

                  

                

                

                  

                    
(

                    

                      
1

                      
−

                      

                        

                          
1

                          

                            
p

                            

                              
2

                            

                          

                        

                      

                    

                    
)

                  

                  

                    

                      
1

                      
2

                    

                  

                

              

              

                

                
=

                
0.764223...

              

            

            

              

                

                  

                    
1

                    

                      
2

                    

                  

                

                

                  
∏

                  

                    
p

                    
≡

                    
3

                    

                      

                      
(

                      
mod

                      

                      
4

                      
)

                    

                  

                

                

                  

                    
(

                    

                      
1

                      
−

                      

                        

                          
1

                          

                            
p

                            

                              
2

                            

                          

                        

                      

                    

                    
)

                  

                  

                    
−

                    

                      

                        
1

                        
2

                      

                    

                  

                

              

              

                

                
=

                
0.764223...

              

            

          

        

      

    

    
{\displaystyle {\begin{aligned}{\frac {\pi }{4}}\prod _{p\equiv 1{\pmod {4}}}\left(1-{\frac {1}{p^{2}}}\right)^{\frac {1}{2}}&=0.764223...\\[6pt]{\frac {1}{\sqrt {2}}}\prod _{p\equiv 3{\pmod {4}}}\left(1-{\frac {1}{p^{2}}}\right)^{-{\frac {1}{2}}}&=0.764223...\end{aligned}}}

  

```

- Муратина константа (секвенца A065485 у ):

```
   :

  

    

      

        

          
∏

          

            
p

          

        

        

          
(

          

            
1

            
+

            

              

                
1

                

                  

                    
(

                    

                      
p

                      
−

                      
1

                    

                    
)

                  

                  

                    
2

                  

                

              

            

          

          
)

        

        
=

        
2.826419...

      

    

    
{\displaystyle \prod _{p}\left(1+{\frac {1}{\left(p-1\right)^{2}}}\right)=2.826419...}

  

```

- Јака безбрижна константа ×ζ(2)2  A065472:

```
   :

  

    

      

        

          
∏

          

            
p

          

        

        

          
(

          

            
1

            
−

            

              

                
1

                

                  

                    
(

                    

                      
p

                      
+

                      
1

                    

                    
)

                  

                  

                    
2

                  

                

              

            

          

          
)

        

        
=

        
0.775883...

      

    

    
{\displaystyle \prod _{p}\left(1-{\frac {1}{\left(p+1\right)^{2}}}\right)=0.775883...}

  

```

- Артинова константа  A005596:

```
   :

  

    

      

        

          
∏

          

            
p

          

        

        

          
(

          

            
1

            
−

            

              

                
1

                

                  
p

                  
(

                  
p

                  
−

                  
1

                  
)

                

              

            

          

          
)

        

        
=

        
0.373955...

      

    

    
{\displaystyle \prod _{p}\left(1-{\frac {1}{p(p-1)}}\right)=0.373955...}

  

```

- Ландауова тотијент константа  A082695:

```
   :

  

    

      

        

          
∏

          

            
p

          

        

        

          
(

          

            
1

            
+

            

              

                
1

                

                  
p

                  
(

                  
p

                  
−

                  
1

                  
)

                

              

            

          

          
)

        

        
=

        

          

            
315

            

              
2

              

                
π

                

                  
4

                

              

            

          

        

        
ζ

        
(

        
3

        
)

        
=

        
1.943596...

      

    

    
{\displaystyle \prod _{p}\left(1+{\frac {1}{p(p-1)}}\right)={\frac {315}{2\pi ^{4}}}\zeta (3)=1.943596...}

  

```

- Безбрижна константа ×ζ(2)  A065463:

```
   :

  

    

      

        

          
∏

          

            
p

          

        

        

          
(

          

            
1

            
−

            

              

                
1

                

                  
p

                  
(

                  
p

                  
+

                  
1

                  
)

                

              

            

          

          
)

        

        
=

        
0.704442...

      

    

    
{\displaystyle \prod _{p}\left(1-{\frac {1}{p(p+1)}}\right)=0.704442...}

  

   и њен реципрок 
 
A065489
:
   :

  

    

      

        

          
∏

          

            
p

          

        

        

          
(

          

            
1

            
+

            

              

                
1

                

                  

                    
p

                    

                      
2

                    

                  

                  
+

                  
p

                  
−

                  
1

                

              

            

          

          
)

        

        
=

        
1.419562...

      

    

    
{\displaystyle \prod _{p}\left(1+{\frac {1}{p^{2}+p-1}}\right)=1.419562...}

  

```

- Фелер-Торнијеова константа  A065493:

```
   :

  

    

      

        

          

            
1

            
2

          

        

        
+

        

          

            
1

            
2

          

        

        

          
∏

          

            
p

          

        

        

          
(

          

            
1

            
−

            

              

                
2

                

                  
p

                  

                    
2

                  

                

              

            

          

          
)

        

        
=

        
0.661317...

      

    

    
{\displaystyle {\frac {1}{2}}+{\frac {1}{2}}\prod _{p}\left(1-{\frac {2}{p^{2}}}\right)=0.661317...}

  

```

- Константа квадратног броја класа  A065465:

```
   :

  

    

      

        

          
∏

          

            
p

          

        

        

          
(

          

            
1

            
−

            

              

                
1

                

                  

                    
p

                    

                      
2

                    

                  

                  
(

                  
p

                  
+

                  
1

                  
)

                

              

            

          

          
)

        

        
=

        
0.881513...

      

    

    
{\displaystyle \prod _{p}\left(1-{\frac {1}{p^{2}(p+1)}}\right)=0.881513...}

  

```

- Константа суматорног тотијента  A065483:

```
   :

  

    

      

        

          
∏

          

            
p

          

        

        

          
(

          

            
1

            
+

            

              

                
1

                

                  

                    
p

                    

                      
2

                    

                  

                  
(

                  
p

                  
−

                  
1

                  
)

                

              

            

          

          
)

        

        
=

        
1.339784...

      

    

    
{\displaystyle \prod _{p}\left(1+{\frac {1}{p^{2}(p-1)}}\right)=1.339784...}

  

```

- Сарнакова константа  A065476:

```
   :

  

    

      

        

          
∏

          

            
p

            
>

            
2

          

        

        

          
(

          

            
1

            
−

            

              

                

                  
p

                  
+

                  
2

                

                

                  
p

                  

                    
3

                  

                

              

            

          

          
)

        

        
=

        
0.723648...

      

    

    
{\displaystyle \prod _{p>2}\left(1-{\frac {p+2}{p^{3}}}\right)=0.723648...}

  

```

- Безбрижна константа  A065464:

```
   :

  

    

      

        

          
∏

          

            
p

          

        

        

          
(

          

            
1

            
−

            

              

                

                  
2

                  
p

                  
−

                  
1

                

                

                  
p

                  

                    
3

                  

                

              

            

          

          
)

        

        
=

        
0.428249...

      

    

    
{\displaystyle \prod _{p}\left(1-{\frac {2p-1}{p^{3}}}\right)=0.428249...}

  

```

- Јака безбрижна константа  A065473:

```
   :

  

    

      

        

          
∏

          

            
p

          

        

        

          
(

          

            
1

            
−

            

              

                

                  
3

                  
p

                  
−

                  
2

                

                

                  
p

                  

                    
3

                  

                

              

            

          

          
)

        

        
=

        
0.286747...

      

    

    
{\displaystyle \prod _{p}\left(1-{\frac {3p-2}{p^{3}}}\right)=0.286747...}

  

```

- Стивенсова константа  A065478:

```
   :

  

    

      

        

          
∏

          

            
p

          

        

        

          
(

          

            
1

            
−

            

              

                
p

                

                  

                    
p

                    

                      
3

                    

                  

                  
−

                  
1

                

              

            

          

          
)

        

        
=

        
0.575959...

      

    

    
{\displaystyle \prod _{p}\left(1-{\frac {p}{p^{3}-1}}\right)=0.575959...}

  

```

- Барбанова константа  A175640:

```
   :

  

    

      

        

          
∏

          

            
p

          

        

        

          
(

          

            
1

            
+

            

              

                

                  
3

                  

                    
p

                    

                      
2

                    

                  

                  
−

                  
1

                

                

                  
p

                  
(

                  
p

                  
+

                  
1

                  
)

                  

                    
(

                    

                      

                        
p

                        

                          
2

                        

                      

                      
−

                      
1

                    

                    
)

                  

                

              

            

          

          
)

        

        
=

        
2.596536...

      

    

    
{\displaystyle \prod _{p}\left(1+{\frac {3p^{2}-1}{p(p+1)\left(p^{2}-1\right)}}\right)=2.596536...}

  

```

- Танигучијева константа  A175639:

```
   :

  

    

      

        

          
∏

          

            
p

          

        

        

          
(

          

            
1

            
−

            

              

                
3

                

                  
p

                  

                    
3

                  

                

              

            

            
+

            

              

                
2

                

                  
p

                  

                    
4

                  

                

              

            

            
+

            

              

                
1

                

                  
p

                  

                    
5

                  

                

              

            

            
−

            

              

                
1

                

                  
p

                  

                    
6

                  

                

              

            

          

          
)

        

        
=

        
0.678234...

      

    

    
{\displaystyle \prod _{p}\left(1-{\frac {3}{p^{3}}}+{\frac {2}{p^{4}}}+{\frac {1}{p^{5}}}-{\frac {1}{p^{6}}}\right)=0.678234...}

  

```

- Хит-Браун-Морозова константа  A118228:

```
   :

  

    

      

        

          
∏

          

            
p

          

        

        

          

            
(

            

              
1

              
−

              

                

                  
1

                  
p

                

              

            

            
)

          

          

            
7

          

        

        

          
(

          

            
1

            
+

            

              

                

                  
7

                  
p

                  
+

                  
1

                

                

                  
p

                  

                    
2

                  

                

              

            

          

          
)

        

        
=

        
0.0013176...

      

    

    
{\displaystyle \prod _{p}\left(1-{\frac {1}{p}}\right)^{7}\left(1+{\frac {7p+1}{p^{2}}}\right)=0.0013176...}

  

```